# Ololygon atrata
Ololygon atrata é uma espécie de anfíbio da família Hylidae. Endêmica do Brasil, onde pode ser encontrada na Serra da Bocaina e no Maciço do Itatiaia nos estados do Rio de Janeiro e São Paulo.